# Bob MacKinnon Jr.
Bob MacKinnon, né le 24 octobre 1960, à Buffalo, dans l'État de New York, est un entraîneur américain de basket-ball. Il est le fils de l'entraîneur Bob MacKinnon.

## Palmarès
- Champion NBA Development League 2009